# Kirche Burkartshain

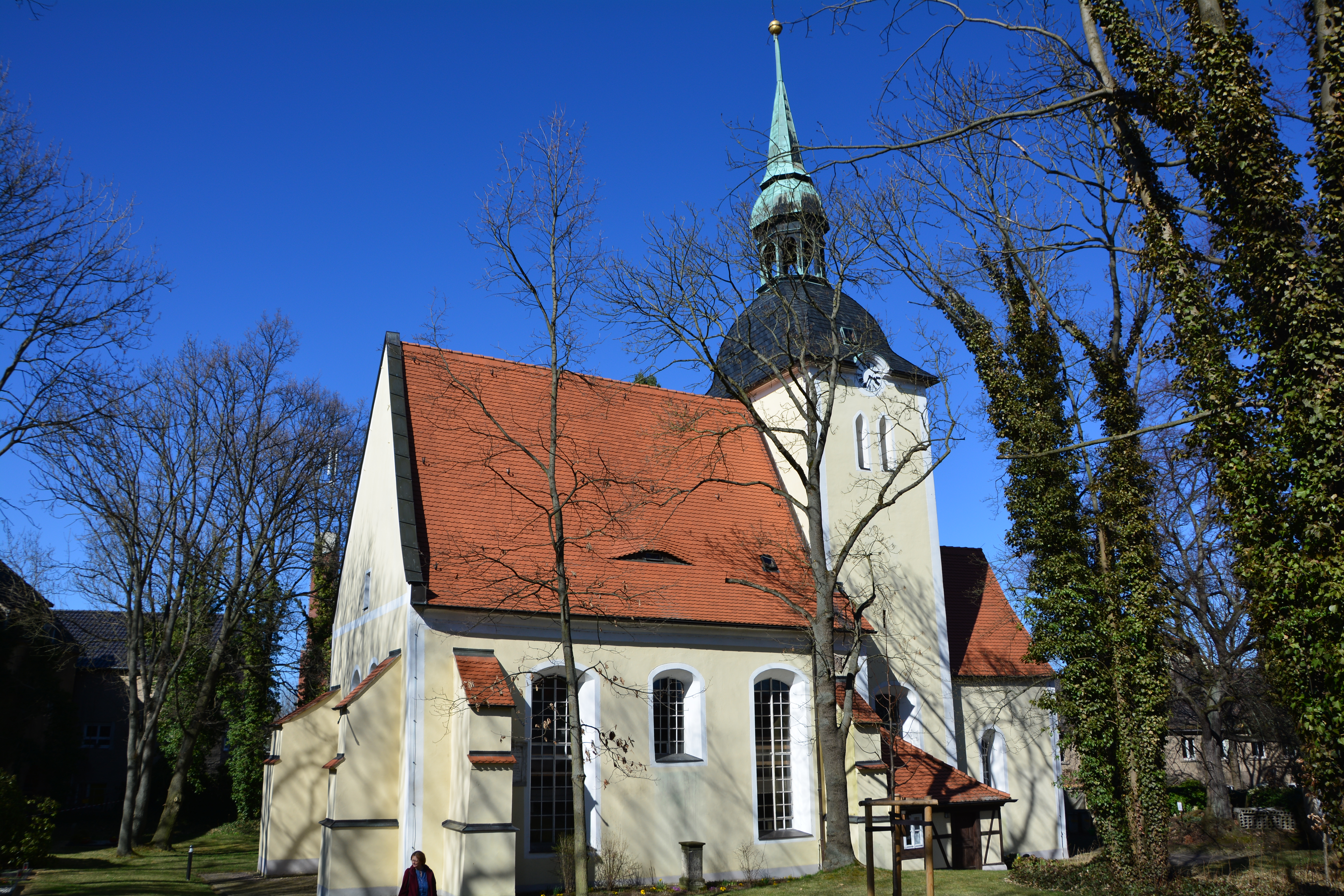
Kirche Burkartshain (2018)

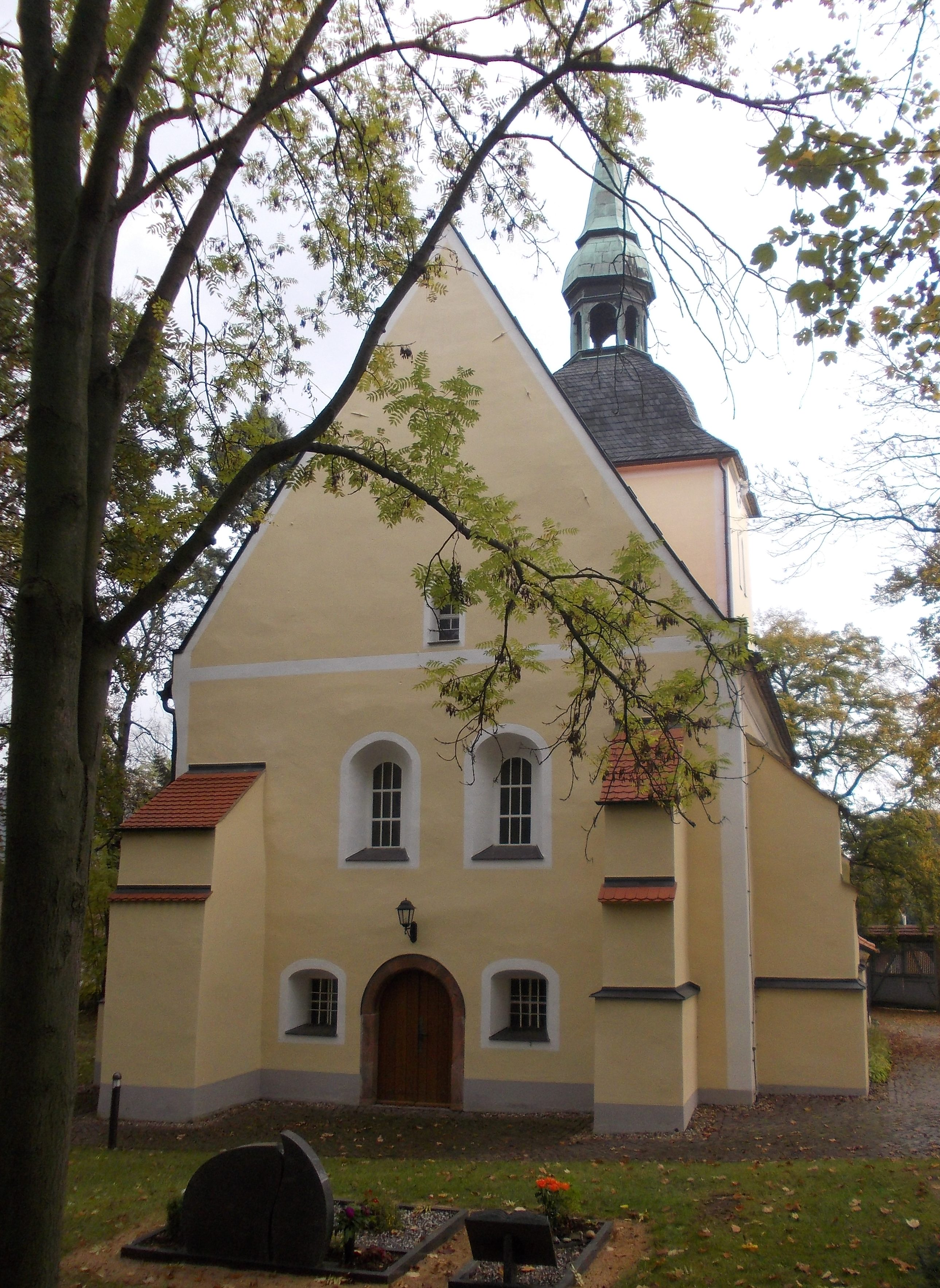
Portalseite

Die Kirche Burkartshain ist das evangelische Gotteshaus in Burkartshain, einem Ortsteil südöstlich der nordsächsischen Stadt Wurzen im Landkreis Leipzig. Der Sakralbau ist mit seiner Innengestaltung seit Abschluss der Restaurierung 2008 wieder ein Musterbeispiel für den Bauernbarock in Sachsen.

## Lage und Geschichte
Die Kirche steht direkt im Ort neben dem jahrhundertelang zugehörigen Gutshaus, das unter Denkmalschutz steht und in marodem Zustand ist.
Die ältesten Teile der Kirche stammen aus dem 13. Jahrhundert. Zwei Jahreszahlen weisen auf umfangreiche bauliche Umgestaltungen hin: die Jahreszahl 1723 an der Wetterfahne und die Jahreszahl 1838 auf einem schmiedeeisernen Binder der Brüstung rechtsseitig auf der ersten Empore.

## Bauwerk und Ausstattung
Das Kirchengebäude hat Elemente aus Romanik, Gotik, Renaissance, Barock und Klassizismus. Es ist eine Chorturmkirche mit quadratischem Chor und querrechteckigem Kirchturm, der Baukörper ist ein Putzbau. 
Merkmale sind Sakristei als Fachwerkbau, Strebepfeiler, Turm mit geschweifter Haube, Laterne und hoher Spitze sowie das Westportal mit Porphyrgewänden. Der Innenraum hat Kassettendecke, Chorjoch und Chor, Kreuzrippengewölbe, eine dreiseitige erste Empore und eine einseitige zweite Empore, Altar, Kanzel, Taufe und Patronatsloge. 
Eine Besonderheit ist der evangelische Beichtstuhl, dessen Außenseite mit Gemälden von Jesus Christus, Martin Luther und Jan Hus versehen ist. 
Epitaphien (Grabmale) erinnern an Hans von Holleuffer (1565), Margarethe von Holleuffer (1572), Anna von Holleufer (1574) sowie Anna von Holleuffer (1611). Adelsfamilie von Holleuffer war von 1530 bis 1794 Eigentümer des Guts Burkartshain und damit auch Patron des Kirchenbauwerks.

## Orgel

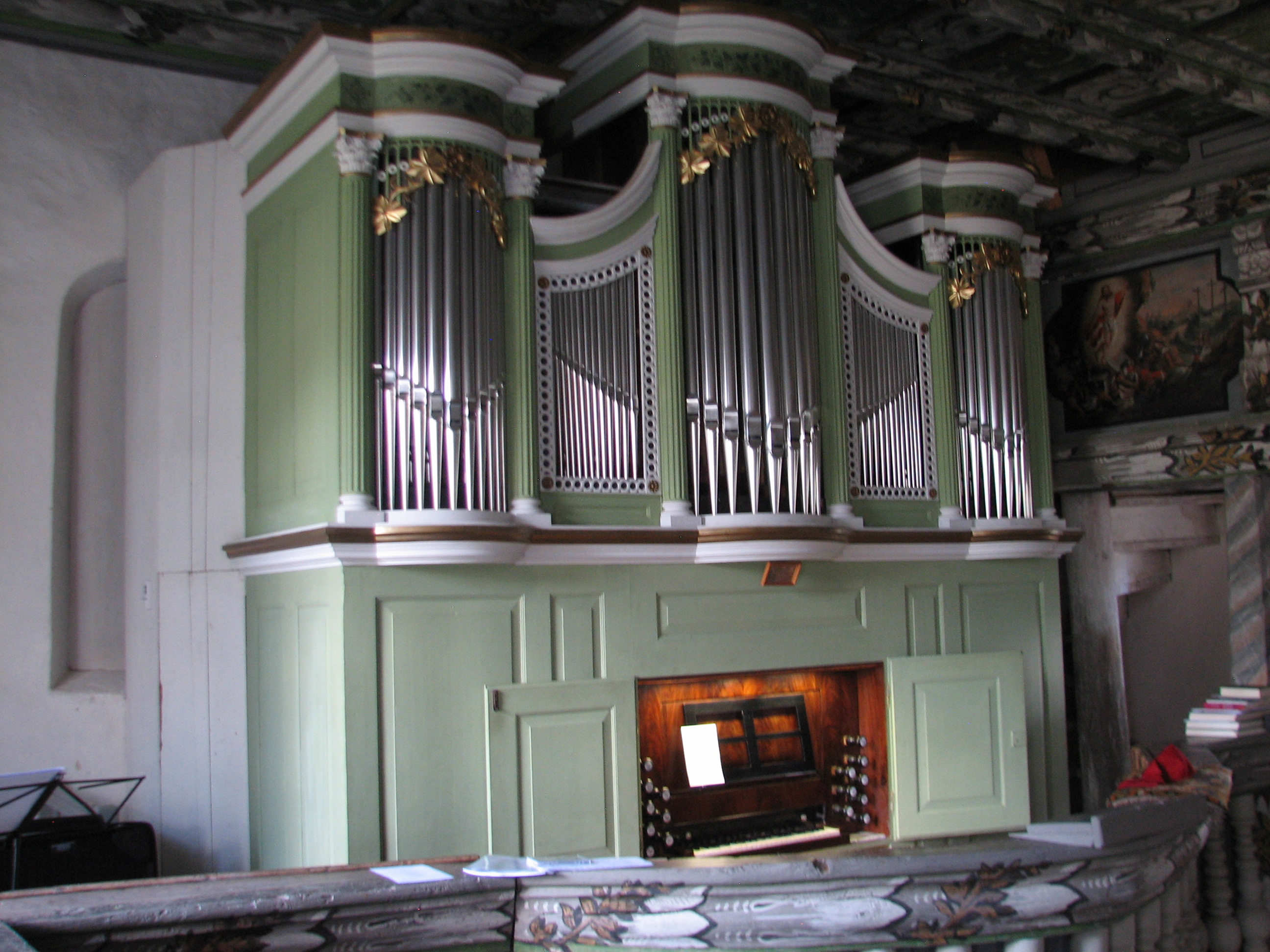
Kirche Burkartshain, Beyer-Orgel

Die im Jahr 2008 sanierte Orgel mit der originalen Stimmung Hoher Chorton schuf Christian Carl David Beyer (1785–1856) aus Großzschocher im Jahr 1838 – sie hat ein Manual, Pedal und 16 Register. Das Instrument ist eine von 13 bis heute erhaltenen der insgesamt 21 Orgeln, die Beyer bis 1852 nachweislich baute.

## Glocken
Das historische Geläut besteht aus zwei Bronze-Glocken mit den Tönen gis′ -2 (820 kg, unterer Durchmesser 1100 mm) und e′′ +1 (130 kg, unterer Durchmesser 600 mm), gegossen um das Jahr 1500, ihre Gießer sind nicht überliefert. Sie haben ihren Platz im hölzernen Glockenstuhl aus dem Jahr 1727.

## Jüngere Vergangenheit
Die umfassende Restaurierung der Kirche von 1992 bis 2008 geht auf das Engagement von Joachim-Albrecht von Holleuffer (1921–2012) und Ehefrau Beatrix von Holleuffer (1928–2011) zurück: Die Mittel der von ihnen gegründeten und von der Deutschen Stiftung Denkmalschutz verwalteten Treuhandstiftung sowie der Rudolf-August Oetker-Stiftung ermöglichten die originalgetreue, denkmalschutzgerechte Wiederherstellung von Fassade, Innenraum und Teilen der Ausstattung.

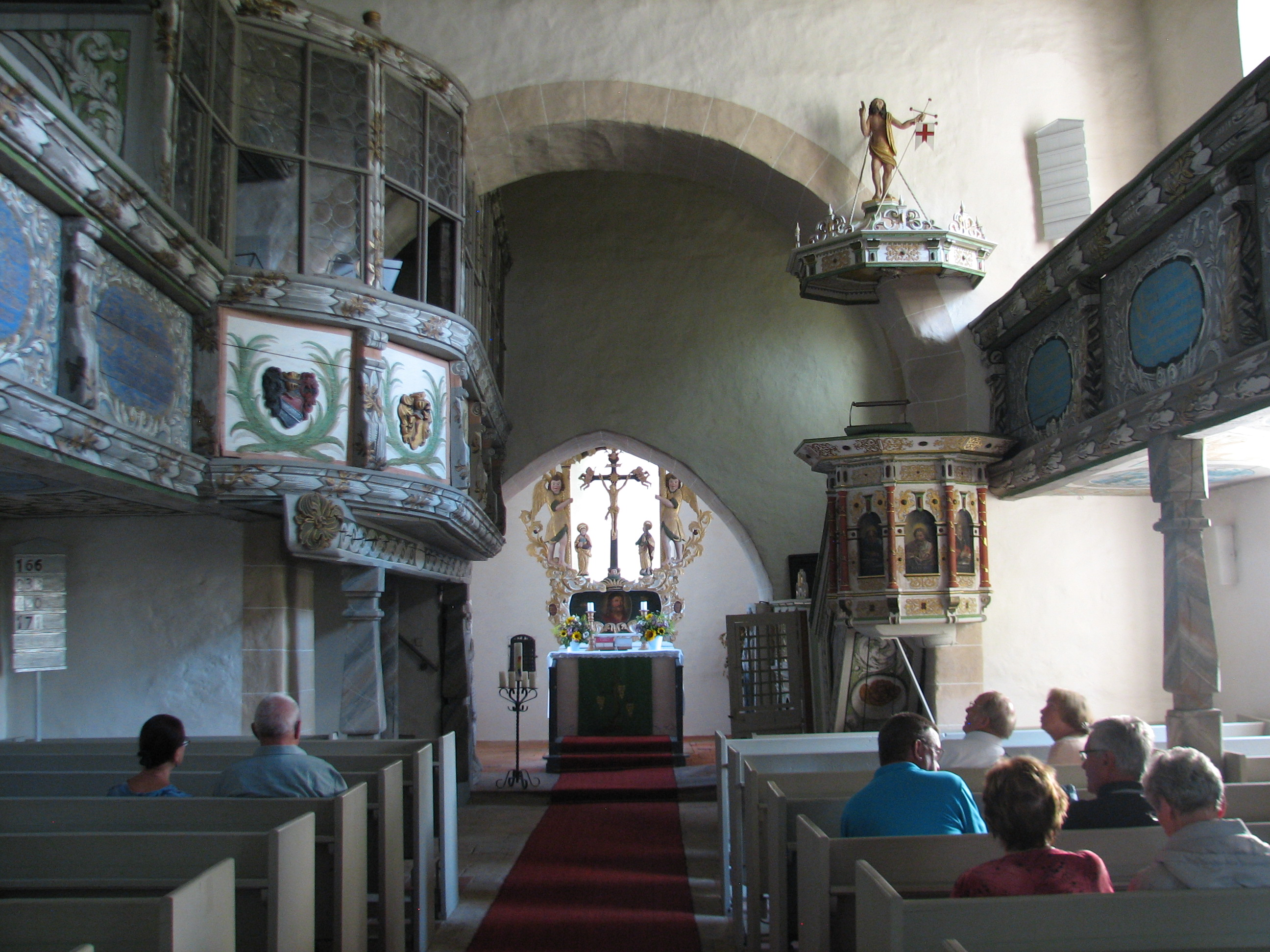
Blick zu Altar und Kanzel
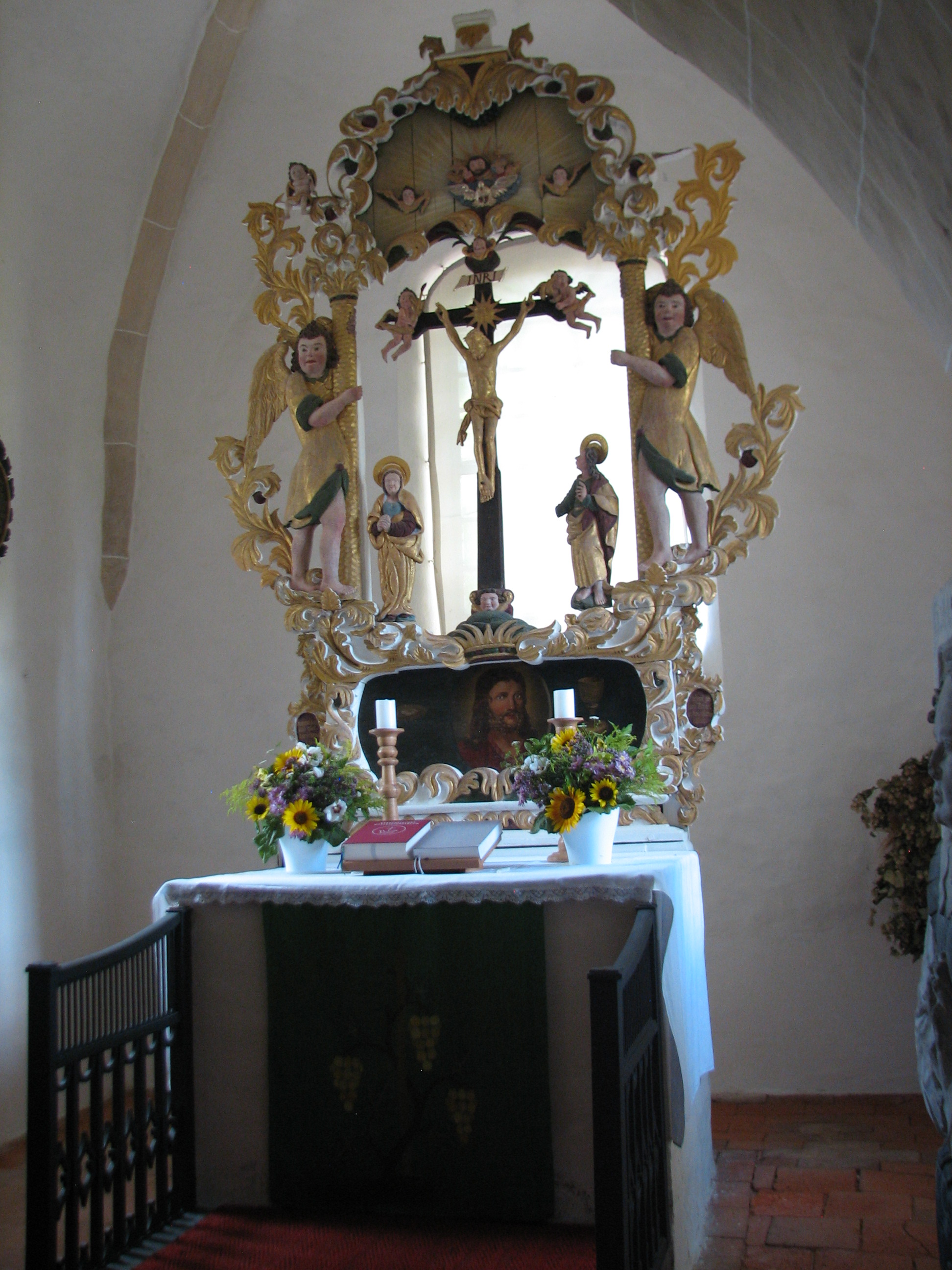
Altar
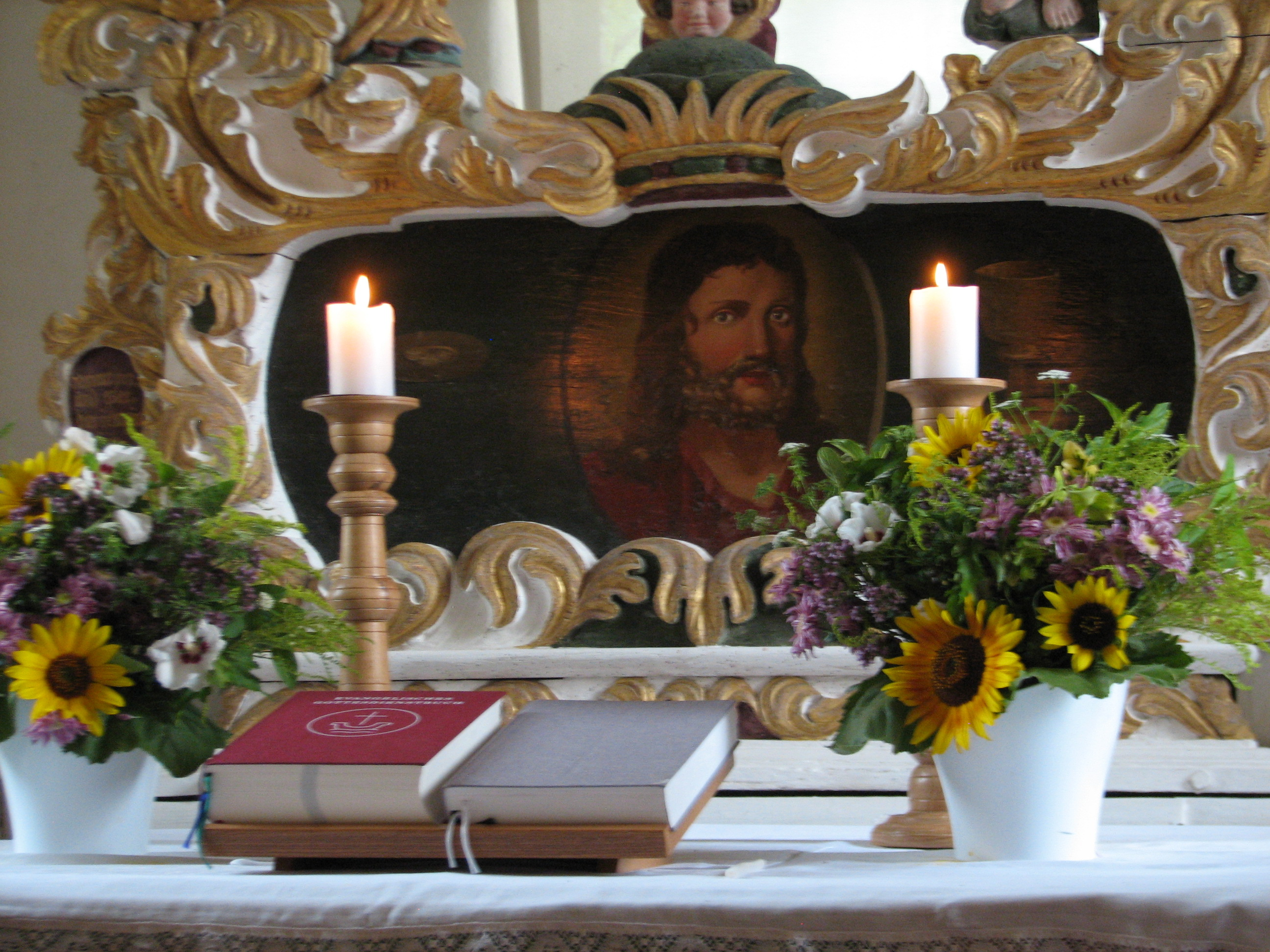
Altar (Ausschnitt)
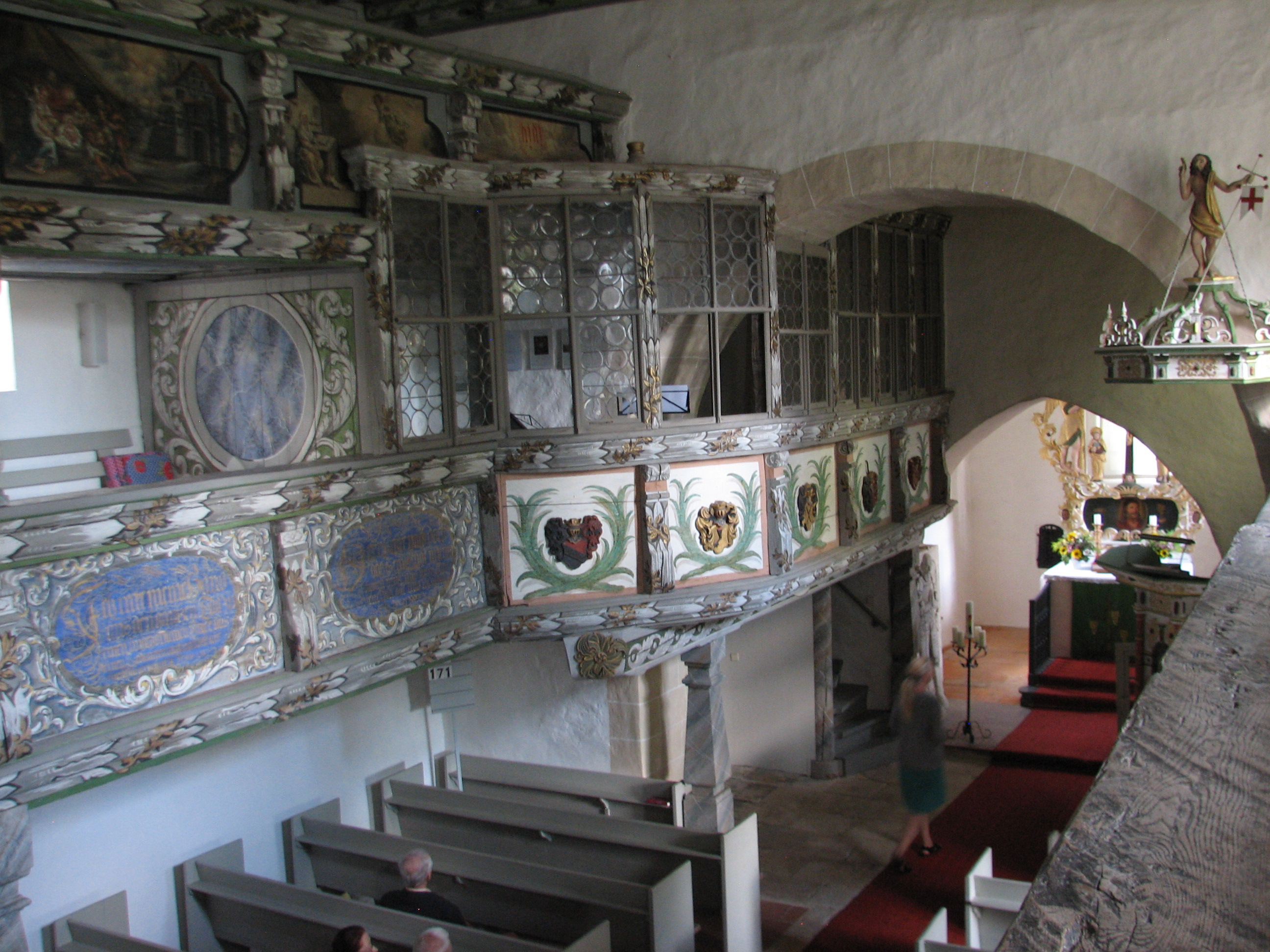
Blick auf die Patronatsloge
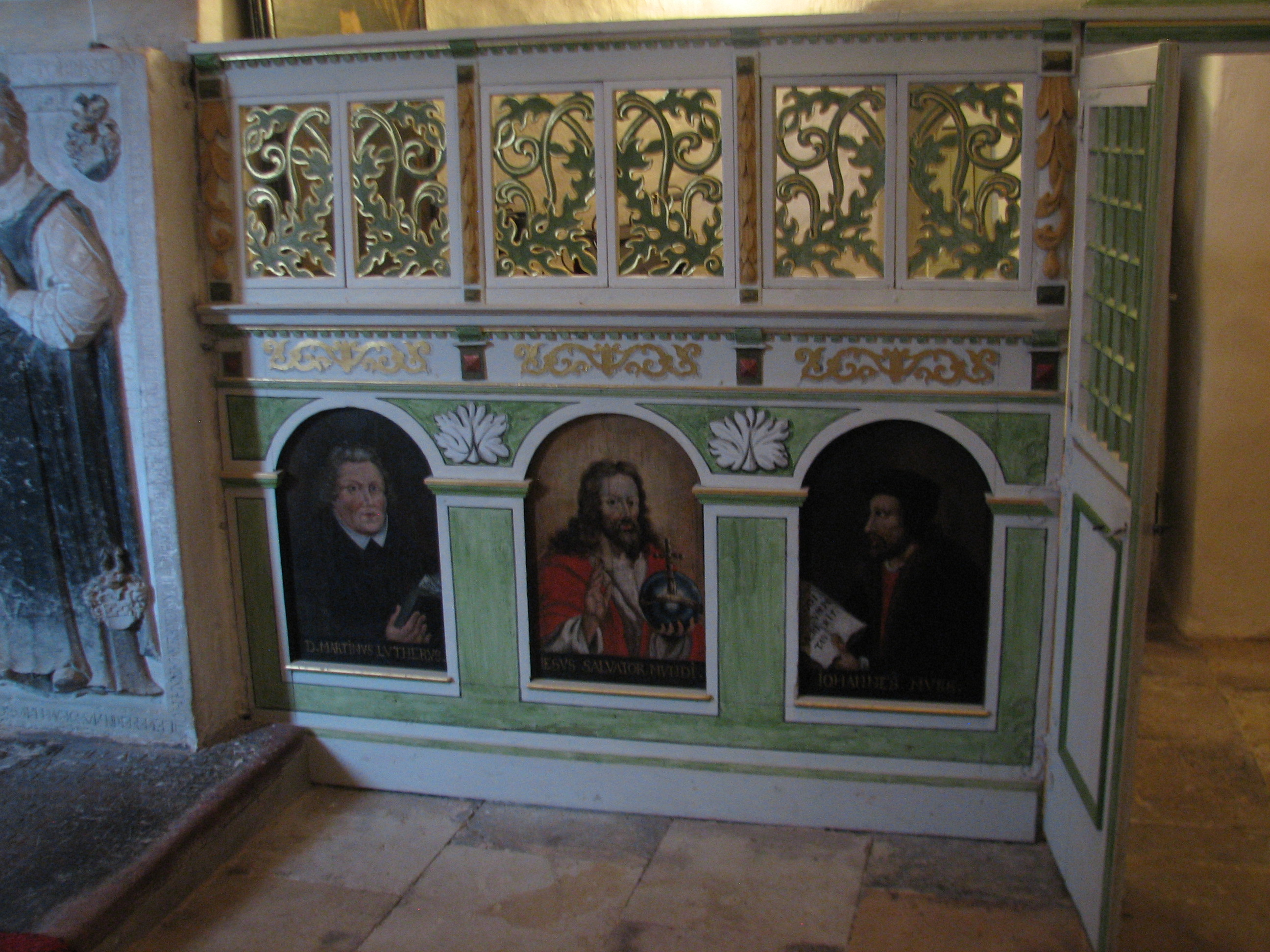
Beichtstuhl
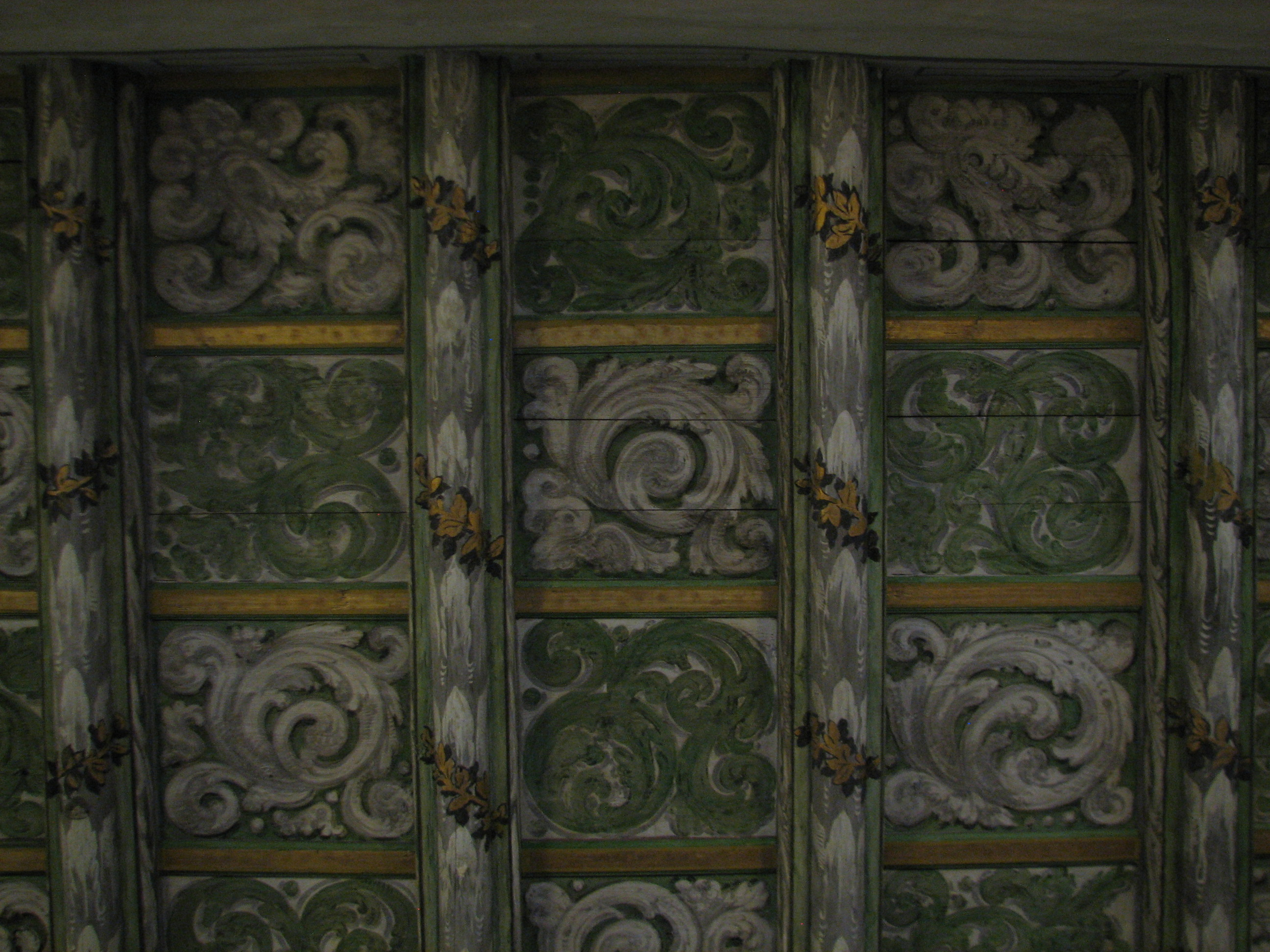
Kassettendecke
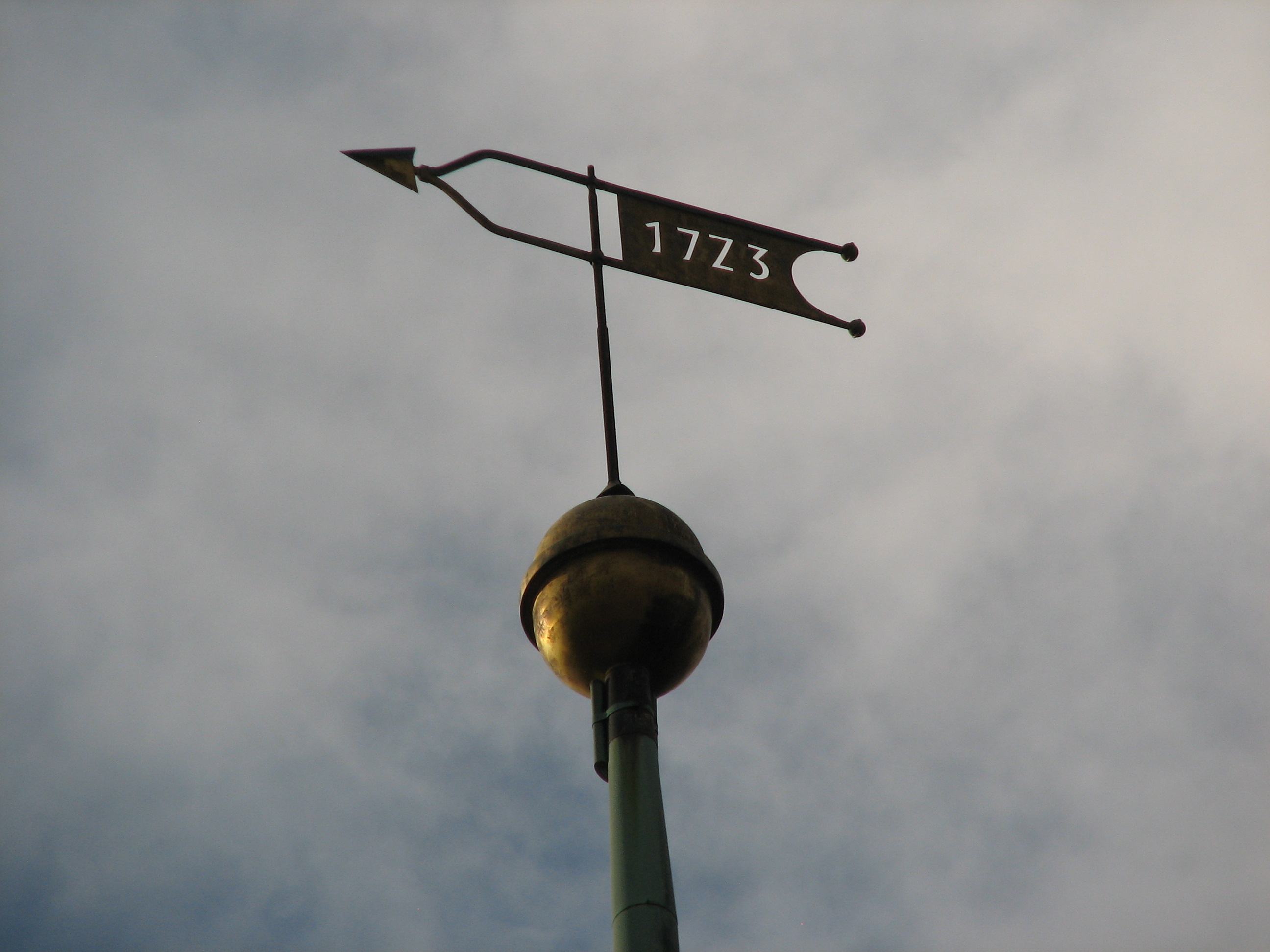
Wetterfahne mit Jahreszahl

## Kirchgemeinde
Gemeinde und Kirche gehören zur Evangelisch-Lutherischen Kirchgemeinde Wurzen und Kühren-Burkartshain.

## Pfarrer seit 1519
- 1519: Pistorius, Georg
- 1529: Götzel, Wolfgang
- 1535: Laußmann, Franz (Friedrich)
- 1544: Reinkeller, Christoph
- 1552: Roßfeld, Nikolaus
- 1561: Wolf, Georg
- 1563: Prätorius, Philipp
- 1577: Arras, David
- 1584: Schreiber, Thomas
- 1604: Dalem, Georg
- 1616: Titthander, Johannes
- 1627: Pleßner, Peter
- 1637: Däweritz, Johann
- 1645: Kretzschmar, Christian
- 1666: Haupt, Ernst
- 1686: Wolf, Johann
- 1713: Keil, David
- 1748: Quellmalz, Christian Gotthelff
- 1771: Quellmalz, Christian Elias
- 1800: Hildemann, Johann Friedrich
- 1824: Zeidler, Georg Adolph
- 1867: Höhne, Paul *Alwin
- 1900: Brand, *Georg Friedrich
- 1904: Claus, Gotthilf Konrad
- 1905: Hossfeld, Kurt[7]